# Phan Huy Le
Phan Huy Lê est un historien et professeur d'université vietnamien né le 23 février 1934 et mort à Hanoï le 23 juin 2018.

## Biographie
Phan Huy Lê est né le 23 février 1934 dans la commune de Thạch Châu, district Lộc Hà, dans la province de Hà Tĩnh. Son père Phan Huy Tung (1878- ?), lettré, fut mandarin à la cour de Hué
En 1956, il est diplômé de l'université de Hanoï, spécialisé dans l'histoire moderne et contemporaine du Viêt Nam.
Il fut nommé professeur en 1980.
Il a fait ses études à l’université nationale supérieure de Hanoï (trường Đại học sư phạm Hà Nội) et il est devenu assistant à la faculté d’histoire de l’Université générale de Hanoï (trường Đại học Tổng hợp Hà Nội). Il y a prodigué ses enseignements pendant 32 ans, puis tint la chaire d'Histoire à l’Université nationale de Hanoï.
Il fut le principal représentant des historiens vietnamiens dont il présida l'association (Hội Khoa học lịch sử Việt Nam) de 1988 à 2016. 
Entre 2004 et 2009, il fut président du Conseil scientifique et de la formation du Centre de recherche sur le Viêt-Nam et des échanges culturels (Trung tâm Nghiên cứu Việt Nam và giao lưu văn hóa) devenu l'Institut de Vietnamologie et de développement scientifique (Viện Việt Nam học và khoa học phát triển).

## Enseignement et recherche
Ses recherches portent sur l’histoire socio-économique du Viêt Nam à l'époque moderne. Il fut notamment un spécialiste de Nguyễn Trãi. Ses différentes contributions historiques lui permettent de mettre en théorie et renouveler l’histoire vietnamienne. 
Sur le plan de l'enseignement, il a contribué à la formation des historiens dans son pays natal et à l'étranger.

## Publications

### En vietnamien
- Lịch sử chế độ phong kiến Việt Nam. Tập II, Nhà xuất bản Giáo dục, 1960; tái bản 1962.
- Tìm hiểu thêm về phong trào nông dân Tây Sơn. Nhà xuất bản Giáo dục, 1961.
- Lịch sử chế độ phong kiến Việt Nam (chủ biên). Tập III. Nhà xuất bản Giáo dục, 1960; tái bản 1965.
- Nguyễn Trãi, Quân trung từ mệnh tập (Chú thích về lịch sử và địa lý). Sử học, 1961.
- Khởi nghĩa Lam Sơn và phong trào đấu tranh giải phóng đất nước vào đầu thế kỉ XV (viết chung). Nhà xuất bản Khoa học Xã hội,1965, tái bản: 1969.
- Nguyễn Trãi toàn tập (Chú thích, bổ sung và sắp xếp lại phần“Quân trung từ mệnh tập và chiếu biểu triều Lê”). Nhà xuất bản Khoa học Xã hội, 1976.
- Một số trận quyết chiến chiến lược trong lịch sử dân tộc (viết chung). Nhà xuất bản Quân đội Nhân dân, 1976.
- Khởi nghĩa Lam Sơn (In lần thứ ba, có bổ sung và sửa chữa) (viết chung). Nhà xuất bản Khoa học Xã hội, 1977.
- Lịch sử Việt Nam (14-6-1958), Tập 2 (Giáo trình Lịch sử Việt Nam), Đại học Tổng hợp Tp. Hô-Chi-Minh-Ville, 1978.
- Nguyễn Trãi (1380-1442) (viết chung). 1980.
- Lịch sử Việt Nam, Tập I (viết chung). Đại học và Trung học chuyên nghiệp, 1983; tái bản: 1985 và 1991.
- Nghệ Tĩnh hôm qua và hôm nay (chủ biên). Nhà xuất bản Sự thật, 1985.
- Chiến thắng Bạch Đằng năm 938 và 1288 (viết chung). Nhà xuất bản Quân đội Nhân dân, 1988.
- Văn hoá Việt Nam tổng hợp: những bước đi của lịch sử Đại thắng Thăng Long xuân Kỉ Dậu (1789) (viết chung). VHVN, 1989.
- Phan Huy Chú: Hải Trình chí lược / Récit sommaire d’un voyage en mer (1933) (de Phan Huy Lê, Claudine Salmon & Tạ Trọng Hiệp dịch và giới thiệu). Cahier d’Archipel 25, Paris, 1994.
- Địa bạ Hà Đông (Chủ trì). Trung tâm Hợp tác Nghiên cứu Việt Nam xuất bản, 1995.
- Thăng Long – Hà Nội (viết chung). Nhà xuất bản Chính trị Quốc gia, 1995.
- Gia tộc và gia phổ Việt Nam (tiếng Nhật) do S. Tsuboi biên tập, Nhật Bản, 1995.

### Article
- L’itinéraire d’un historien britannique (viết chung), Le courrier du Vietnam, 1/1982.

### Ouvrages traduits (en anglais)
- Our military traditions, Hanoi, Xunhasaba, [1980?]
- [et al.] The traditional village in Vietnam / Le village traditionnel au Vietnam, Hanoi, The Gioi Publishers, 1993.
- [et al.] The country life in the Red River Delta, Hanoi, The Gioi Publishers, 1997.
- Bat Trang ceramics 14th - 19th Centuries, Hanoi, The Gioi Publishers, 2004.

### Autres
- Philippe Papin / Centre for Asian Studies (dir.), Liber amicorum : mélanges offerts au Professeur Phan Huy Lê, Amsterdam CASA, 1999.

## Distinctions
- Prix de la culture asiatique de Fukuoka en 1996
- Palmes académiques en France en 2002.
- Prix Ho Chi Minh pour la Science en 2016.